# Dilkea hebes
Dilkea hebes är en passionsblomsväxtart som beskrevs av Feuillet. Dilkea hebes ingår i släktet Dilkea och familjen passionsblomsväxter. Inga underarter finns listade i Catalogue of Life.

## Bildgalleri

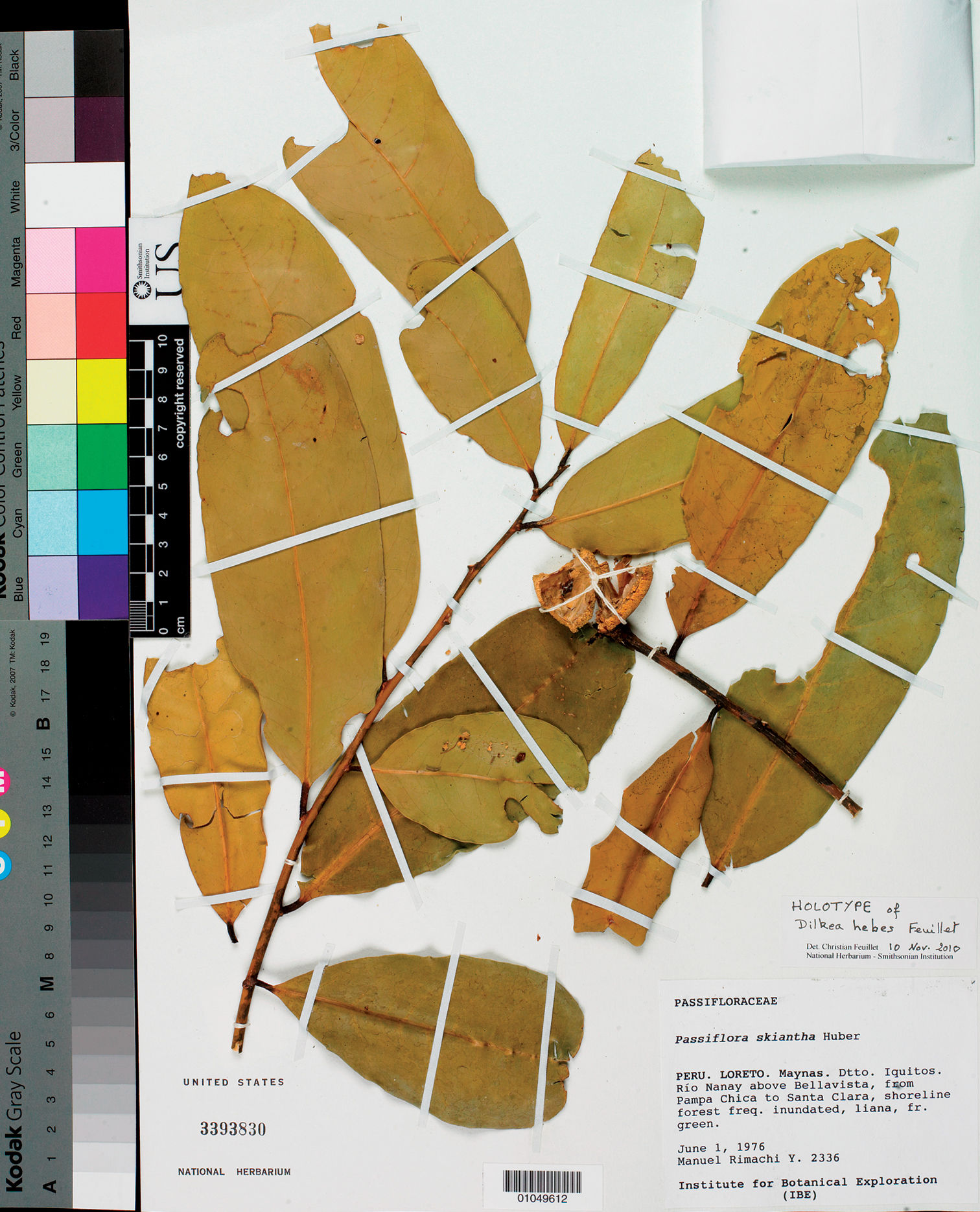